# 五瓣杨
五瓣杨（学名：Populus yuana）是杨柳科杨属的植物，是中国的特有植物。分布于中国大陆的云南等地，生长于海拔2,000米的地区，见于河流两岸，目前尚未由人工引种栽培。